# 空中ズボン
空中ズボン（くうちゅうズボン）は、かつてよしもとクリエイティブ・エージェンシー福岡事務所に所属したお笑いコンビ。

## 略歴
2人とも2004年に福岡吉本に所属した同期の間柄。福岡吉本15期生。入社当初は、井上は幼馴染の中島丈次と「オリオン」というコンビを、藤岡も学生時代からの友人である大脇睦と「ミルクコーヒー」というコンビを組み、活躍していた。その後お互いのコンビ解散を経て、2009年2月に結成。
テレビやライブ等で活動していたが、藤岡の引退のため2014年12月で解散。井上はピンでの活動の後、2016年4月にめんたいこの大脇(まるお)、オリオン時代の相方でもあった中島(ジョージ)とともに、芸名「ジャガ」として加わりトリオ名を「だんごばーな」と改めるが、2019年に解散。全員吉本を退社した。

## メンバー
井上大輔（いのうえ　だいすけ、1983年12月14日 - ）長崎県佐世保市出身。本名同じ。
- A型。170cm、58kg。
- 特技剣道
- 坊主頭の髭面で、かなり濃い容姿とキャラクターの持ち主。
- 普段は真面目な性格である反面、後輩に対しては、パチンコに行くための金を借りて返さないなどの問題行動があることを暴露されていた。
- ネタをとばすなどの失敗が多い。その度に舞台上で相方から激しく罵られたり、暴力を含む制裁を受けている。
- 金遣いが荒い。結婚した父親の遺産が手に入って借金を完済したと言う。

藤岡佑将（ふじおか　ゆうすけ、1982年12月12日 - ）熊本県阿蘇郡南阿蘇村出身。本名同じ。
- B型。175cm、53kg。
- 特技　ごはんをよそうスピードが速い。
- 冷徹でクールな芸風。破天荒な井上に対し、冷静極まりない態度でネタを進める。
- 一見、冷静なツッコミ役だが、ネタの展開によっては井上以上のボケ役に変貌することもある。

## 特徴
主にコント。破壊的ながらも練りこまれたネタが特徴。破天荒なキャラクターの井上が場をかき乱すような展開を得意とし、ボケ・ツッコミの区別は特に決めていない模様。また、喧嘩のような派手な掛け合いが登場することも多い。

## 出演
- あるあるYYテレビ（TVQ九州放送）（隔週火曜日）
- コレカラ（テレビ西日本）（毎週土曜日）
- テレビタミン（くまもと県民テレビ[1]）